# Vétrigne
Vétrigne (deutsch früher Würteringen bzw. Würtringen) ist eine französische Gemeinde mit 647 Einwohnern (Stand: 1. Januar 2022) im Territoire de Belfort in der Region Bourgogne-Franche-Comté. Die Bewohner werden Vétrignois und Vétrignoises genannt.
Die Gemeinde erhielt 2023 die Auszeichnung „Zwei Blumen“, die vom Conseil national des villes et villages fleuris (CNVVF) im Rahmen des jährlichen Wettbewerbs der blumengeschmückten Städte und Dörfer verliehen wird.

## Geographie
Vétrigne liegt auf 372 m Höhe, etwa fünf Kilometer nordnordöstlich der Stadt Belfort (Luftlinie). Das Dorf erstreckt sich im Norden der Burgundischen Pforte, auf dem Plateau südlich der Forêt de Roppe unterhalb des Fort de Roppe im Vorland der Vogesen.
Die Fläche des 2,46 km² großen Gemeindegebiets umfasst einen Abschnitt der Landschaft im nördlichen Bereich der Burgundischen Pforte (Trouée de Belfort). Der südliche Teil des Gebietes wird von der weiten Fläche am Fuß der Forêt de Roppe eingenommen. Diese wird durch den Dorfbach von Denney nach Südosten zur Autruche entwässert. Sie liegt durchschnittlich auf 370 m und ist überwiegend mit Acker- und Wiesland bedeckt. Nach Nordwesten erstreckt sich das Gemeindeareal über den bewaldeten Westabhang der Höhe mit dem Fort de Roppe bis zum Étang Rudolphe, dessen Abfluss in die Savoureuse mündet. Mit 472 m wird unterhalb des Fort de Roppe die höchste Erhebung von Vétrigne erreicht.
Nachbargemeinden von Vétrigne sind Roppe im Nordosten, Denney im Südosten, Offemont im Westen sowie Éloie im Nordwesten.

## Geschichte
Erstmals urkundlich erwähnt wird Vétrigne im Jahr 1347 unter der deutschen Bezeichnung Vintringen. Zunächst im Einflussbereich der Herren von Montbéliard stehend, gelangte das Dorf Mitte des 14. Jahrhunderts unter die Oberhoheit der Habsburger. Es gehörte zu den Herrschaften Belfort und Rougemont. Zusammen mit dem Sundgau kam Vétrigne mit dem Westfälischen Frieden 1648 an die französische Krone. Seit 1793 gehörte das Dorf zum Département Haut-Rhin, verblieb jedoch nach dem Deutsch-Französischen Krieg 1871 als Teil des arrondissement subsistant du Haut-Rhin im Gegensatz zum restlichen Elsass bei Frankreich. In der ersten Hälfte des 20. Jahrhunderts wurde Vétrigne durch eine Bahnlinie, die von Belfort nach Rougemont-le-Château führte, an das französische Eisenbahnnetz angebunden. Seit 1973 war Vétrigne zunächst Teil der Agglomeration Belfort, aus der 1999 der Gemeindeverband Communauté d’Agglomération Belfortaine entstand, der wiederum 2017 in die Grand Belfort Communauté d’Agglomération aufging.

## Bevölkerung
| Bevölkerungsentwicklung | Bevölkerungsentwicklung |
| Jahr                    | Einwohner               |
| ----------------------- | ----------------------- |
| 1962                    | 171                     |
| 1968                    | 193                     |
| 1975                    | 343                     |
| 1982                    | 400                     |
| 1990                    | 421                     |
| 1999                    | 441                     |
| 2006                    | 492                     |
| 2013                    | 632                     |
| 2020                    | 668                     |

Mit 647 Einwohnern (1. Januar 2022) gehört Vétrigne zu den kleinen Gemeinden des Département Territoire de Belfort. Nachdem die Einwohnerzahl in der ersten Hälfte des 20. Jahrhunderts meist im Bereich zwischen 120 und 140 Personen gelegen hatte, wurde seit Beginn der 1970er Jahre ein kräftiges Bevölkerungswachstum verzeichnet. Seither hat sich die Einwohnerzahl mehr als verdoppelt.

## Wirtschaft und Infrastruktur
Vétrigne war bis weit ins 20. Jahrhundert hinein ein vorwiegend durch die Landwirtschaft (Ackerbau, Obstbau und Viehzucht) und die Forstwirtschaft geprägtes Dorf. Daneben gibt es heute verschiedene Betriebe des Klein- und Mittelgewerbes. Mittlerweile hat sich das Dorf zu einer Wohngemeinde gewandelt. Viele Erwerbstätige sind auch Pendler, die in der Agglomeration Belfort ihrer Arbeit nachgehen.
Die Ortschaft ist verkehrstechnisch gut erschlossen, liegt aber abseits der Durchgangsstraßen an einer Departementsstraße, die von Roppe nach Offemont führt. Der nächste Anschluss an die Autobahn A36 befindet sich in einer Entfernung von ungefähr vier Kilometern. Mit der Stadt Belfort ist Vétrigne durch eine Buslinie verbunden.